# ارنهاوزن
ارنهاوزن (به آلمانی: Ehrenhausen) یک شهرستان در اتریش است که در لیبنیتس واقع شده‌است. ارنهاوزن ۱٬۰۷۴ نفر جمعیت دارد.